# 순다 해협 대교
순다 해협 대교(인도네시아어: Jembatan Selat Sunda, JSS, Jembatan Selsun, 영어: Sunda Strait Bridge)는 순다 해협을 횡단하여, 수마트라섬과 자와섬을 잇는 다리이다. 세계에서 제일 긴 현수교가 될 예정이다. 2014년 착공 예정이다.
6차선 고속도로와 복선 철도가 놓이며 3개의 섬을 지난다.

## 같이 보기
- 순다랜드